# Palánka község (Szerbia)
Palánka község (szerbül Општина Бачка Паланка / Opština Bačka Palanka) egy vajdasági község a Dél-bácskai körzetben. A község központja Palánka. Lakossága 2002-ben 60 966 fő volt. A község területe 579 km². Nyugaton Bács és Hódság, északon Verbász, keleten Petrőc és Belcsény, délen pedig a Duna és Horvátország, valamint egy kis részen Sid község határolja.

## A község települései
| Magyar név   | Szerb név (cirill) | Szerb név (latin) | Népesség (2002) |
| ------------ | ------------------ | ----------------- | --------------- |
| Bácstóváros  | Товаришево         | Tovariševo        | 3102            |
| Bélamajor    | Карађорђево        | Karađorđevo       | 1012            |
| Boróc        | Обровац            | Obrovac           | 3177            |
| Dunabökény   | Младеново          | Mladenovo         | 3358            |
| Dunacséb     | Челарево           | Čelarevo          | 5423            |
| Füzegy       | Визић              | Vizić             | 349             |
| Neszt        | Нештин             | Neštin            | 900             |
| Palánka      | Бачка Паланка      | Bačka Palanka     | 29 449          |
| Parrag       | Параге             | Parage            | 1039            |
| Pincéd       | Пивнице            | Pivnice           | 3835            |
| Szépliget    | Гајдобра           | Gajdobra          | 2948            |
| Szilbács     | Силбаш             | Silbaš            | 2848            |
| Úriszentiván | Деспотово          | Despotovo         | 2096            |
| Wekerlefalva | Нова Гајдобра      | Nova Gajdobra     | 1409            |

## Etnikai összetétel
A község összes települése szerb többségű, kivéve Pincédet, amely szlovák többségű. A szlovákok aránya Szilbácson is jelentős.
Boróc, Dunabökény, Dunacséb, Szépliget és Wekerlefalva a második világháború végéig német többségű volt, Bácstóvároson és Palánkán pedig szintén jelentős volt a németek aránya.